# Europees kampioenschap voetbal vrouwen
Het UEFA Europees kampioenschap voetbal vrouwen (Engels: UEFA European Women's Championship, Frans: Championnat d'Europe féminin de football de la UEFA) is het vierjaarlijkse Europees kampioenschap voor de sport voetbal. Het is net als de EK's voor andere sporten een toernooi tussen Europese landenteams. Door middel van voorrondes plaatsen landen zich, waarna in een maand tijd bepaald wordt welk landenteam het beste van Europa is.

## Geschiedenis
Het EK voetbal vrouwen ontstond in 1984 onder de naam European Competition for Representative Women's Teams. Destijds werden er twee halve finales en een finale gespeeld, allemaal over twee wedstrijden. Er was geen gastland, maar elk land speelde een thuis- en uitwedstrijd. De eerste editie werd gewonnen door Zweden. Drie jaar later, in 1987, werden er twee halve finales, een troostfinale en een finale gespeeld over één wedstrijd. Noorwegen organiseerde en won dat toernooi. Vanaf dat moment werd het toernooi om de twee jaar gehouden. Rond 1990 kreeg het toernooi de titel Europees kampioenschap. In 1991 en 1995 werd het toernooi ook gebruikt als kwalificatie voor het wereldkampioenschap. In 1995 was er opnieuw geen gastland; de halve finales werden over twee wedstrijden gespeeld. De finale werd wel over één wedstrijd gespeeld, in Duitsland. Vanaf 1995 werd er geen troostfinale tussen de verliezende halvefinalisten meer gespeeld.
Vanaf 1997 werd het toernooi niet tweejaarlijks, maar om de vier jaar gespeeld. In 1997 werd ook voor het eerst een groepsfase gespeeld, bestaande uit twee groepen van vier landen. De twee hoogst geplaatste landen van beide groepen plaatsten zich voor de halve finales. Noorwegen en Zweden organiseerden samen het toernooi. Vanaf 2009 namen twaalf landen deel aan het eindtoernooi, ingedeeld in drie groepen van vier teams. De twee best geklasseerde landen in elke groep en de twee beste nummers 3 kwalificeerden zich voor de kwartfinales. Nederland nam in 2009 voor het eerst deel aan het eindtoernooi en bereikte de halve finales. Tussen 1989 en 2013 domineerde Duitsland het toernooi. Van de negen gespeelde edities won het er acht. 
In 2011 besloot de UEFA om vanaf 2017 de competitie verder uit te breiden. Sindsdien nemen zestien landen deel aan het eindtoernooi. De groepsfase bestaat uit vier groepen van vier landen. De twee best geklasseerde landen uit elke groep plaatsen zich voor de kwartfinales. Nederland organiseerde en won het toernooi in 2017, wat leidde tot een grote toename van populariteit van de sport in Nederland. België debuteerde in 2017 op de eindronde. De editie van 2021 in Engeland werd met een jaar uitgesteld naar 2022, omdat de Olympische Spelen en het EK voor mannen wegens de coronapandemie werden verplaatst van 2020 naar 2021. Tevens debuteerde Noord-Ierland bij deze editie op het eindtoernooi. In 2025 werd het toernooi georganiseerd in Zwitserland, waarin Polen en Wales debuteerden.

## Overzicht
| Jaar | Gastland                  | Winnaar        | Uitslag finale         | Verliezend finalist | Aantal deelnemers |
| ---- | ------------------------- | -------------- | ---------------------- | ------------------- | ----------------- |
| 1984 | Heen- en terugwedstrijden | Zweden         | 1–0, 0–1 (4–3 n.s.)    | Engeland            | 4                 |
| 1987 | Noorwegen                 | Noorwegen      | 2–1                    | Zweden              | 4                 |
| 1989 | West-Duitsland            | West-Duitsland | 4–1                    | Noorwegen           | 4                 |
| 1991 | Denemarken                | Duitsland      | 3–1 n.v.               | Noorwegen           | 4                 |
| 1993 | Italië                    | Noorwegen      | 1–0                    | Italië              | 4                 |
| 1995 | Heen- en terugwedstrijden | Duitsland      | 3–2                    | Zweden              | 8                 |
| 1997 | Noorwegen en Zweden       | Duitsland      | 2–0                    | Italië              | 8                 |
| 2001 | Duitsland                 | Duitsland      | 1–0 n.v. (golden goal) | Zweden              | 8                 |
| 2005 | Engeland                  | Duitsland      | 3–1                    | Noorwegen           | 8                 |
| 2009 | Finland                   | Duitsland      | 6–2                    | Engeland            | 12                |
| 2013 | Zweden                    | Duitsland      | 1–0                    | Noorwegen           | 12                |
| 2017 | Nederland                 | Nederland      | 4–2                    | Denemarken          | 16                |
| 2022 | Engeland                  | Engeland       | 2–1 n.v.               | Duitsland           | 16                |
| 2025 | Zwitserland               | Engeland       | 1–1 n.v. (3–1 n.s.)    | Spanje              | 16                |
| 2029 | Nog niet bekend           |                |                        |                     | 16                |

### Finalisten
| Land       | Winnaar                                            | Verliezend finalist        |
| ---------- | -------------------------------------------------- | -------------------------- |
| Duitsland  | 8 (1989, 1991, 1995, 1997, 2001, 2005, 2009, 2013) | 1 (2022)                   |
| Engeland   | 2 (2022, 2025)                                     | 2 (1984, 2009)             |
| Noorwegen  | 2 (1987, 1993)                                     | 4 (1989, 1991, 2005, 2013) |
| Zweden     | 1 (1984)                                           | 3 (1987, 1995, 2001)       |
| Nederland  | 1 (2017)                                           | 0                          |
| Italië     | 0                                                  | 2 (1993, 1997)             |
| Denemarken | 0                                                  | 1 (2017)                   |
| Spanje     | 0                                                  | 1 (2025)                   |

### Totale ranglijst
Resultaten bijgewerkt tot en met EK 2025
| Land          | GW | Win | Gel | Ver | DV  | DT | +/− | punten |
| ------------- | -- | --- | --- | --- | --- | -- | --- | ------ |
| België        | 10 | 3   | 1   | 6   | 10  | 15 | -5  | 10     |
| Denemarken    | 35 | 10  | 8   | 17  | 36  | 51 | -9  | 38     |
| Duitsland     | 51 | 38  | 7   | 6   | 113 | 34 | +79 | 121    |
| Engeland      | 40 | 20  | 5   | 15  | 78  | 60 | +18 | 65     |
| Finland       | 16 | 4   | 4   | 9   | 15  | 30 | -15 | 16     |
| Frankrijk     | 30 | 14  | 9   | 7   | 51  | 39 | +12 | 51     |
| IJsland       | 16 | 1   | 4   | 11  | 10  | 29 | -19 | 7      |
| Italië        | 39 | 10  | 7   | 22  | 45  | 67 | -23 | 37     |
| Nederland     | 21 | 11  | 3   | 7   | 32  | 24 | +8  | 36     |
| Noord-Ierland | 3  | 0   | 0   | 3   | 1   | 11 | -10 | 0      |
| Noorwegen     | 43 | 19  | 7   | 17  | 60  | 65 | -5  | 64     |
| Oekraïne      | 3  | 1   | 0   | 2   | 2   | 4  | -2  | 3      |
| Oostenrijk    | 9  | 4   | 3   | 2   | 8   | 4  | +4  | 15     |
| Polen         | 3  | 1   | 0   | 2   | 3   | 7  | -4  | 3      |
| Portugal      | 10 | 1   | 3   | 6   | 10  | 24 | -14 | 6      |
| Rusland       | 15 | 1   | 3   | 11  | 10  | 31 | -21 | 6      |
| Schotland     | 3  | 1   | 0   | 2   | 2   | 8  | -6  | 3      |
| Spanje        | 22 | 10  | 4   | 8   | 34  | 23 | +11 | 34     |
| Wales         | 3  | 0   | 0   | 3   | 2   | 13 | -11 | 0      |
| Zweden        | 45 | 24  | 7   | 14  | 81  | 50 | +31 | 79     |
| Zwitserland   | 10 | 2   | 3   | 5   | 11  | 15 | -4  | 9      |